# Мале Янгорчино
Мале Янго́рчино (рос. Малое Янгорчино, чув. Апакасси) — присілок у складі Цівільського району Чувашії, Росія. Адміністративний центр Малоянгорчинського сільського поселення.
Населення — 264 особи (2010; 279 у 2002).
Національний склад:
- чуваші — 97 %